# Ентијат (Вашингтон)
Ентијат (енгл. Entiat) град је у америчкој савезној држави Вашингтон. По попису становништва из 2010. у њему је живело 1.112 становника.

## Демографија
Према попису становништва из 2010. у граду је живело 1.112 становника, што је 155 (16,2%) становника више него 2000. године.
| Група             | 2000.       | 2010.       |
| Белци             | 712 (74,4%) | 852 (76,6%) |
| Афроамериканци    | 5 (0,5%)    | 5 (0,4%)    |
| Азијати           | 2 (0,2%)    | 2 (0,2%)    |
| Хиспаноамериканци | 216 (22,6%) | 230 (20,7%) |
| Укупно            | 957         | 1.112       |